# José Cánovas y Vallejo
José Cánovas y Vallejo fou un escriptor i polític espanyol, fill d'Emilio Cánovas del Castillo i d'Adelaida Vallejo, nebot d'Antonio Cánovas del Castillo. Membre del Partit Conservador, fou governador civil de Pampanga (Filipines) el 1895-1898, governador civil de la província de Huelva el 1899, diputat per Pego a les eleccions generals espanyoles de 1891 i per Cieza (regió de Múrcia) a les eleccions generals espanyoles de 1898.

## Obres[3]
- Cuentos (1893)
- Lances de amor y fortuna (1900)